# Буђи (Пешта)
Буђи (мађ. Bugyi) је насеље у централној Мађарској. Буђи је веће насеље у оквиру пештанске жупаније.

## Географија

### Локација
Налази се југоисточно од Будимпеште, у пештанској равници.
Суседна насеља: Алшонемеди са севера, Оча (Фелшебабад) са североистока, Шари у округу Дабаш са истока, Дабаш са југоистока, Кунпесер и Кунсентмиклош са југа, Апај са југозапада, Кишкунлачхаза и Делеђхаза са запада Дунаваршањ и Такшоњ са северозапада.

Град је спојен из неколико средњовековних села (Буђ, Вани, Рада, Ирбо). Природни и привредни развој региона је дефинисан древним током (обалом) реке Дунава, која је исушена 1920-их година. Као резултат различитих типова земљишта и микроклиме, регион је посебно погодан за пољопривредну производњу, отуда његова важна улога у снабдевању престонице свежим производима. Град се налази у близини подручја рудника шљунка, тако да је његова географија препуна рударских језера.
Једно од значајних богатстава Буђија је његова богата флора и фауна. Богат живот птица и дивљачи овог краја привлачи ловце и љубитеље природе из земље и иностранства. Југозападна поља града прелазе у Национални парк Кишкуншаг, који је познат као један од природних станишта за птице у централној Европи са својим сланим језерима и мочварама. Нека од његових ретких богатстава су Велика дропља или најлепши цвет Ирис пумила, који се простире на 9,4 хектара заштићене древне мочваре.

## Етимологија
Име града се први пут појављује у званичним документима као латински „Бевд” (Bevd) 1321. године као форма од Будиматеусфелде (Budymatheusfelde). Име је добило од личних имена која почињу са "Буд" (од глагола "бити") првобитних чешких/словенских досељеника. Примери укључују: Будвајс (Budweis−бити мудар), Будик (пробудити), Будимир (мирно). Суфикс и у мађарском "Буђ-и" означава "Буд". Име места има етимолошку везу са савременим мађарским заједничким именом "буђи", што значи женске гаћице.

## Историја
Године 1446. јавља се под именом Буд, тада је припадао округу Шолт, жупаније Фејер, а 1507. јавља се као Бвгх (Bwgh), тада је већ припадао Пештанској жупанији.
Историјске знаменитости Буђија су концентрисане око његовог троугластог барокног главног трга. Римокатоличку цркву Светог Адалберта, на пример, саградио је 1761. године гроф Карољ I Естерхази, бискуп Ваца. Дворац Бележнај угостио је значајне мађарске културне личности у далекој прошлости. Поред лутеранске цркве, која је подигнута 1783. године, налази се такозвани „камен срама“, споменик вероватно из времена Авара. На јеврејском гробљу још се увек могу пронаћи мермерне главе. Тренутно, један од најсвечанијих догађаја у граду су жетвени дани који се оджавају сваког октобра.
Највећи власници насеља били су: у 18. веку породица Бележнај, гроф Миклош Бележнај, а касније барон Банфијак, барон Вај Миклош и гроф Вај Абрахам.
Почетком 20. века припадао је округу Алшодабаши, жупаније Пешта-Пилиш-Шолт-Кишкун. Године 1910, од 3.464 становника, 1.596 су били римокатолици, 1.761 реформатори, а 88 Израелци.

## Становништво
Током пописа из 2011. године, 85% становника се изјаснило као Мађари, 0,6% као Роми, 0,6% као Немци и 2% као Румуни (14,8% се није изјаснило). 
Верска дистрибуција је била следећа: римокатолици 35,2%, реформисани 27,7%, лутерани 0,6%, гркокатолици 0,4%, неденоминациони 10,1% (25,2% се није изјаснило).